# Latropiscis purpurissatus
Latropiscis purpurissatus är en fiskart som först beskrevs av Richardson, 1843.  Latropiscis purpurissatus ingår i släktet Latropiscis och familjen Aulopidae. Inga underarter finns listade i Catalogue of Life.